# Emma Amos
Emma Amos (Atlanta, 16 de marzo de 1938-20 de mayo de 2020) fue una artista estadounidense.
Creció con el telón de fondo del movimiento por los derechos civiles en Estados Unidos; en el contexto de la época y como mujer joven y de color, su intención de hacer carrera como artista era una elección radical. Antes de esto trabajó como diseñadora textil, por lo que más adelante integró los tejidos en sus obras figurativas. Fue la única artista femenina invitada a formar parte del grupo de artistas afroamericanos conocido con el nombre de Spiral (Espiral), en el decenio de 1960, y unos años más tarde, hacia mediados de la década de 1970, empezó a mostrar a mujeres afroamericanas en diferentes contextos de la vida cotidiana: American Girl (Chica americana), Dream Girl (Chica soñando) o Pool Lady (Señora en la piscina). Amos solía decir: «Cada vez que pienso en el color, es como una declaración política. […]  Sería un auténtico lujo ser blanca y no tener que pensar nunca en ello». En 1994 mostró lo que se siente siendo una mujer de color en un autorretrato en el que, por debajo del gabán oscuro que viste, se entrevé un disfraz de Wonder Woman.